# Kholok jezik
Kholok jezik (ISO 639-3: ktc; kode, koode, kwoode, pia, pitiko, widala, wurkum), afrazijski jezik zapadnočadske skupine, kojim govori oko 2 500 ljudi (Voegelin and Voegelin 1977) iz plemena Kholok u nigerijskoj državi Taraba, u LGA Karim Lamido, blizu grada Didango.
Kholok pripada užoj skupini A.2. bole-tangale i podskupini pravih bole jezika.

## Vanjske poveznice
- Ethnologue (14th)
- Ethnologue (15th)